# Ljud över IP
Ljud över IP, eller Audio över IP, (eng. Audio contribution over IP, ACIP, eller Audio over IP, AoIP) åsyftar tekniker för att överföra strömmande ljudinslag av hög ljudkvalitet över Internet till radio- och TV-bolagens studior, exempelvis från reportage och andra programinslag på långt avstånd från studion. Ljudkvaliteten kan på så sätt bli högre än när man använder det analoga telefonnätet för ändamålet, och utrustningskostnaden kan bli lägre och flexibiliteten större än vid ISDN-förbindelser och radiolänkförbindelser. Ljud över IP medför emellertid en risk för ökad tidsfördröjning och varierande ljudkvalitet som inte finns vid dessa äldre kretskopplade tekniker, beroende på Internetleverantörens kapacitet och belastning, datapaketköer som uppstår i nätverksutrustning, datapaketstorlek, samt om Internetleverantören kan tillhandahålla garanterad tjänstekvalitet (QoS). Tekniker för ljud över IP utformas för att minimera dessa problem.
Flera egenutvecklade och proprietära tekniker för audio över RTP över IP har utvecklast under åren, men 2008 tog Europeiska radio- och TV-unionen (EBU) fram en standard för ändamålet som möjliggör kompatibla produkter av skilda fabrikat.
Tekniken bygger på att ljudet kodas i något lämpligt digitalt ljudformat tex. linjärt PCM, MPEG Layer 2 eller 3, G722, AAC, ADPCM eller APT-X, beroende på vilken bandbredd som finns tillgänglig. Det kodade ljudet hackas upp i små paket som därefter kapslas in i en RTP/UDP-ram och därefter i en IP-ram. Varje paket förses med en IP-adress som gör att paketet kommer fram till mottagaren. För att göra detta krävs en ljudkodare/enkoder i varje ända äv förbindelsen som skickar och tar emot paketen. Eftersom ljudet hackas upp i paket måste man införa en buffer i mottagaren för uppspelningen av ljudet skall vara konstant. Hur stor bufferten behöver vara beror på vilket ljudformat som används samt hur stabilt nätverk man har. Bufferten gör att man får en fördröjning på ett fåtal millisekunder (ms) till några sekunder i vissa fall.
Idag finns drygt 10-talet tillverkare av utrustning för ljud över IP. Tills år 2007 har det inte funnits någon standard för hur ljudet ska skickas i IP-paketen. Sveriges Radio var i Sverige, tillsammans med nätoperatören Teracom och firman UE teknik, några av initiativtagarna till EBU-arbetet för en gemensam standard. EBU-arbetet har lett fram till en standard som reglerar vilka ljudformat som ska användas, hur data ska skickas i IP-paketen samt hur uppkopplingen skall gå till. Standarden använder RTP för att skicka ljudet och uppkopplingsförfarandet skall ske med SIP-protokollet. Detta möjliggör uppkopplingar utan att man vet IP-adresserna på ljudkodarna.
Kvaliteten på ljudförbindelsen beror helt på vilken prestanda som nätverket har. Ljudet påverkas mest av bandbredd och jittret i nätverket. För bästa kvalitet bör man använda nätverk med QoS och garanterad bandbredd. Vanliga Internetabonnemang kan därför vara riskabelt att använda eftersom det då inte finns några garantier för vilken kvalitet man har mellan kodarna.

### Fotnoter
1. ↑  ”Teracom inför Ljud över IP för MTG Radio”. Mynewsdesk. https://www.mynewsdesk.com/se/teracom/pressreleases/teracom-infoer-ljud-oever-ip-foer-mtg-radio-365949.
2. ↑  Jonsson, Lars; Jonsson, Mathias (26 februari 2008). ”Streaming audio contributions over IP” (PDF). EBU Technical Review. http://tech.ebu.ch/webdav/site/tech/shared/techreview/trev_2008-Q1_coinchon.pdf. Läst 27 december 2010.